# 六学 (网络迷因)

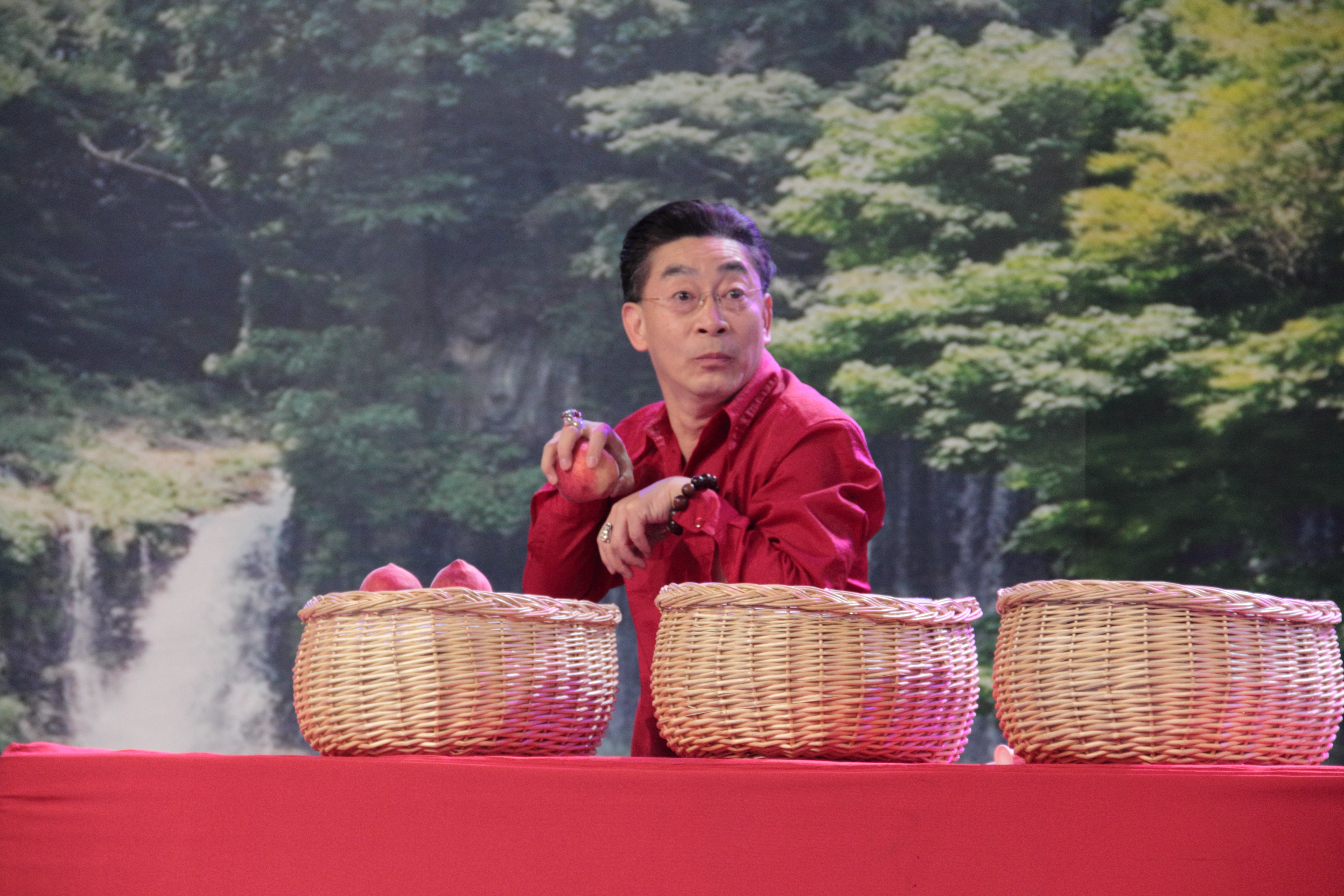
正在表演孙悟空动作的六小龄童

六学是中文互联网上的一种网络迷因，其核心是对演员六小龄童（本名章金莱，因饰演1986版《西游记》中的孙悟空广为人知）及其相关言论和行为进行调侃、解读和研究。在此领域活跃的网友（如研究和解读其言论、模仿其语气说话、对其言论进行恶搞和模仿）被称为“六学家”。

## 兴起

### 起源

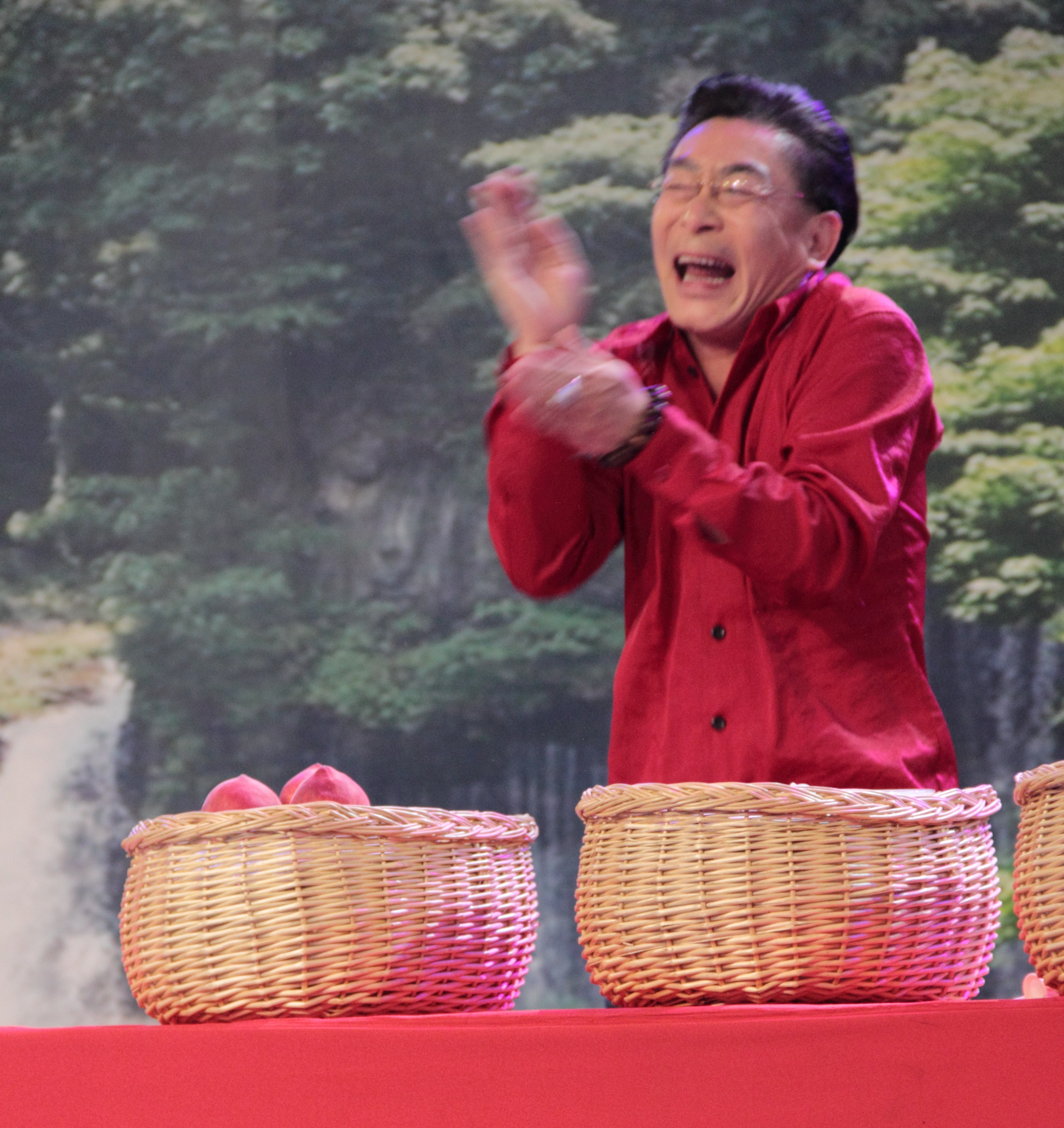
正在表演孙悟空动作的六小龄童

六小龄童出身于“章氏猴戏世家”，是1986年播映的电视剧《西游记》中孙悟空的扮演者。由于该电视剧深入人心，以至于到今天在不少人心中认定最经典的“孙悟空”就是六小龄童，也因此，大众经常能看到六小龄童评论西游记、孙悟空的相关话题。
例如，他曾多次表示反对过度改编、恶搞《西游记》，希望在改编时多一些敬畏之心，传达正能量和真善美，却在恶搞《西游记》的多部电视剧和电影中出演角色，并多次在商业活动中过度宣传自己的形象，在痛斥恶搞的同时参与恶搞，有双重标准之嫌。在电视剧《吴承恩与西游记》中，他扮演的吴承恩类似耍猴小丑。在剧中，恶霸被美猴王附体的吴承恩打跑，甚至能一棒子打死红孩儿。某一集中，吴承恩伪装成猴子，几句话将俺答兵吓走，后被嘉靖帝封为大明的猴王。
他曾称其“拍《西游记》，没有替身，再苦再难的戏，都是自己上”，但《西游记》的摄像师王崇秋称至少有四个人扮演过孙悟空；六小龄童对此矢口否认并声称要把替身之一徐霆雷告上法庭。他还曾多次批判《大话西游》等“为孙悟空加感情戏”的影视作品，称《西游记》是一部神话名著，不能成为言情小说。然而，六小龄童卻在2018年代言了手机游戏《大圣轮回之大闹天宫》，在游戏中，孙悟空不但可以和白骨精谈恋爱，甚至能和女儿国的国王、蜘蛛精、嫦娥等多位女性角色发展恋爱关系，画风与贪玩蓝月等网络游戏十分相似。另外，网友还发现六小龄童每年都会在各种大小节日里，在新浪微博等处重复同一段话，如“孙悟空和白骨精谈恋爱”“戏说不是胡说，改编不是乱编”等。由于上述行为，有人质疑六小龄童近年来强行绑定自己与西游记、孙悟空的关系，想要“霸占”与西游记有关的话语权，但六小龄童本人否认这种指责。
2017年4月15日，央视版《西游记》的总导演杨洁逝世，享年88岁。六小龄童、马德华（在剧中饰演猪八戒）、迟重瑞（在剧中饰演唐僧）、王伯昭（在剧中饰演白龙马）等人参加葬礼悼念，六小龄童在追悼之际借机宣传了他主演的电影《敢问路在何方》，这一行为遭到了网民的强烈批评，部分网友怒称此行为为“灵堂卖片”；在此之前，六小龄童在闫怀礼（剧中饰演沙僧）的追悼会上也曾借机宣传过这部电影，然而这部电影自2000年起就开始宣传，至2019年年底仍未开机。
此外，六小龄童在签名售书时以狂草签售、早年与多名《西游记》主要演员一起排挤导演杨洁，私自到济南进行商业演出等行为也广受网友批评。

### 兴盛
2018年下半年以来，在知乎、酷安、IT之家和bilibili等UGC网站兴起六学风潮。有备注为“西游记爱好者，六学研究协会一级会员”的up主对六小龄童的视频资料进行了分类汇集和剪辑，制作了大量视频上传到bilibili弹幕网。2018年12月初，又有吴承恩故居放置六小龄童的照片、雕像和物品一事被媒体广泛报道，导致六小龄童被推上百度、知乎、新浪微博等平台的热搜榜首，给「六学」的火热起到了助推作用。在「六學」火熱之際，如聯合國教科文組織、深圳天气等一些官方机构的微博账号也在發文時运用了「六學」文體。

## 主要用语
- 章承恩、章铁承莱、六承恩、六小承恩、六老师、六铁承莱、六耳齡童、吳金萊、花鐵幹[38]：对六小龄童的戏称。
- 六学家：模仿六小龄童语气说话，或对其言论进行改编的网友[1]。
- 章口就莱[4]：本为成语“张口就来”，引申为形容六小龄童的言辞相互矛盾，如回应“我不是‘西霸’[5]（霸占西游记）”与“只有一个美猴王”。
- 文体两开花：[关联句]+“说起〇，我就想到了西游记中的×”+「今年下半年（或“明年年初”），中美合拍的西游记即将正式开机，我继续扮演美猴王孙悟空，我会用美猴王艺术形象努力创造一个正能量的形象，文体两开花，弘扬中华文化，希望大家能多多关注[1][2][4][29]。」出处为六小龄童在悼念《西游记》导演杨洁的视频中宣传自己预计开拍的电影，基本格式为网友自创[39]。
- 灵堂卖片（又称“零糖麦片”，即其谐音）：指六小龄童在杨洁的葬礼上宣传其预计开拍并主演的电影《敢问路在何方》的行为[4][18][21]。
- 晶晶、空空[40]：六小龄童对其它《西游记》改编的影视作品都嗤之以鼻，尤其是《大话西游》。在很多场合，六小龄童都不点名地批评这部电影的内容，比如“孙悟空怎么能叫白骨精‘晶晶’，白骨精怎么能叫孙悟空‘空空’呢[18]？”
- 那小朋友进来就问，孙悟空叔叔，那孙悟空到底有几个女妖的朋友啊？[9][14][20][41]：六小龄童称没看过《西游降魔篇》和《大话西游》，但知道《大话西游》的大概故事。对于周星驰的改编，他也不愿直接回应，只强调西游相关作品的创作要尊重原著精神，弘扬西游故事中积极向上、迎难而上的态度，而非恶搞。他还语带暗示地提到，每次有孩子问他“孙悟空到底有几个女朋友”时，他心里都十分难受[19][40]。
- 改编不是乱编，戏说不是胡说[29][42][43]，孙悟空怎么和白骨精谈恋爱呢？人妖不分，是非颠倒[14][44]，有意思吗？年轻人还在笑，像这样一个神话英雄、世界名著，如果如此恶搞，那么这个剧的主创人员、编导演需要向本国人民谢罪的[9][14][29]：六小龄童在多个场合狠狠地批判了《大话西游》。六小龄童表现出十分激动的情绪，甚至几度拍桌子斥责《大话西游》中孙悟空和白骨精谈恋爱这一情节设置，并喊话《大话西游》剧组和周星驰向全国人民谢罪[45]。
- 我演吴承恩从他28岁演到82岁去世，我太了解他了[29][46][47]。
- 一千个人心中，有一千个哈姆雷特。但在中国，我希望一千个人心中，只有我一个美猴王[2][6][9][14][40]。
- 一个国家，没有自己优秀的文化，是可怕的；有了优秀文化，而不去弘扬，是可悲的；弘扬之后，又去践踏它，则是可耻的[41][43][48]。
- 大家好，我是六小龄童，是大闹天宫首席文化大使。七十二变显神通，百般武艺样样有，感受不一样的西游文化：六小龄童代言手机游戏《大圣轮回之大闹天宫》。
- 穿金猴皮鞋，走金光大道：六小龄童代言金猴皮鞋[2][9][49]。
- 昨天我登机，好多安检的人员，看了我的身份证，说：“您这身份证是假的吧？”我说是真的，“你不是姓六吗？”：六小龄童去机场过安检的时候，拿出章金莱的身份证，机场工作人员说他身份证是假的，不让他进。后来为了工作方便，经公安部门特批
[查证请求]，六小龄童拥有一个身份证号两个身份证，一个是本名章金莱，一个是艺名六小龄童[50][51][需要較佳来源]。
- 髭毛乍鬼：六小龄童表示“我要推崇这样的一种精神，让我们的国人和外国观众，真正知道什么是中国的动画片，我们不要一味跟着某一些国家后面去追他们的那种风格，把孙悟空都弄得髭毛乍鬼的那样的，叫什么《七龙珠》，这个不是我们民族的东西[14][52][53][54]。”
- 我经常讲，中华文明五千年文化浓缩起来就是西游文化，具体来说就是猴王精神，本质上就是玄奘精神[55]。
- 所以不管任何场合，刚才我讲的少到千人多到上万人，我可以随意问在座的每一位，我这版《西游记》一集都没有看过的请举手，没有一个人举手，什么是国际影星啊[29]？！（六小龄童说完这句话后身体后仰，被网友称作“战术后仰”[56]）
- 要恶搞，就去恶搞你爷爷奶奶[57]！
- 师父，走！（嘲讽其他演员饰演的孙悟空肩扛金箍棒的走姿）[58]

## 影响和回应
因为有太多的负面消息，六小龄童举办的个人自传的北京首发仪式及读者签售会活动取消了媒体采访环节。有文章评论称，六小龄童应该像孙悟空那样拿出精神和勇气主动面对媒体表明态度，“逃避是最坏的选择”。
对于“六学”的兴起，六小龄童在接受媒体采访时回应称“不能挖苦我或者对我人格进行侮辱，现在有幕后问题，大家要适可而止！并不是某一个人对我的质疑，已经形成了一个非常不好的小组织了，号召怎么去黑（我）”，并且他建议政府尽快实行中国网络实名制。

## 评论
《北京日报》发表文章《六小龄童，对你也该念念紧箍咒》，文中指出：这几年，除了每次在和西游记相关的公共事件中反复蹭热度，六小龄童屡屡宣传的中美合拍的西游题材电影总不见影子，反而是常常批判他人改编的西游题材作品，自诩为唯一正统。此做法并不能推动西游文化的传承，反倒体现了艺人心中的文化霸权。
《新京报》发表文章《“六学”走红：为什么我们对黑话游戏欲罢不能？》称，“六学”的爆红伴随着六小龄童个人声誉的彻底坍塌，这和他最近几年的言行紧密相关：在“雷剧”中出演主角、批判他人对孙悟空的演绎、维护自己诠释《西游记》的正统地位、在悼念杨洁的视频中推广自己的电影……六小龄童的“六学”正如蔡依林的“淋文化”，是网络流行文化体系中的黑话系统。
也有文章认为，六小龄童入戏太深，沉醉在美猴王孙悟空的幻梦中，慢慢忘记了自己只是一名演员。